# Helena Lekapene
Helena Lekapene (grč. Ελένη Λεκαπηνή, lat. Helena Lacapena; ? — 19. rujna 961.) bila je carica Bizantskog Carstva (919. – 920.), čiji je muž bio Konstantin VII. Porfirogenet. Njezini su roditelji bili bizantski admiral Roman Lakapen — koji je kasnije postao car — i njegova supruga Teodora. 
U travnju ili svibnju godine 919., Helena se udala za cara Konstantina, koji je tada imao 13 godina. Helenin je otac tom prilikom postao basileopatōr („carev otac”), a 17. prosinca 920., postao je Konstantinov suvladar. Sljedeće je godine Helenina majka postala Augusta. Iste je godine Helenin brat Kristofor Lakapen postao drugi Konstantinov suvladar, a poslije su suvladarima postali i Romanovi drugi sinovi, Stjepan Lakapen i Konstantin Lakapen.

## Djeca
Djeca carice Helene i njenog muža:
- Leon
- Roman II.
- Zoe
- Teodora
- Agata
- Teofano
- Ana

| Kraljevske titule           | Kraljevske titule                     | Kraljevske titule  |
| --------------------------- | ------------------------------------- | ------------------ |
| prethodnik Zoe Karbonopsina | Bizantska carica s Teodorom i Teofano | nasljednik Teofano |